# Spodistes monzoni
Spodistes monzoni är en skalbaggsart som beskrevs av Robert Warner 1992. Spodistes monzoni ingår i släktet Spodistes och familjen Dynastidae. Inga underarter finns listade i Catalogue of Life.